# Alfred Klose
Wilhelm Rudolf Alfred Klose (Görlitz, 19 de setembro de 1895 — Potsdam, 21 de fevereiro de 1953) foi um matemático aplicado e astrônomo alemão.
Klose estudou a partir de 1916 na Universidade de Breslávia e na Universidade de Göttingen, e foi a partir de 1917 assistente no Observatório Astronômico de Breslávia. Em 1921 obteve o doutorado em astronomia na Universidade de Breslávia com a tese Untersuchungen ueber die Bewegung des Planeten 189 Phthia, orientado por Alexander Wilkens. Depois foi para a Universidade de Greifswald, onde trabalhou em seu Observatório Astronômico, obtendo a habilitação em 1922, tornando-se em seguida Privatdozent.